# Andriy Lunin
Andriy Oleksiyovych Lunin (em ucraniano: Андрій Олексійович Лунін; Krasnohrad, 11 de fevereiro de 1999) é um futebolista ucraniano que atua como goleiro. Atualmente joga no Real Madrid.

## Carreira

### Dnipro
A partir do verão de 2016, ele foi promovido das academias para a equipe B da Dnipro. Ele fez sua estreia na equipe principal do Dnipro aos 17 anos, em uma partida contra o Karpaty Lviv em 16 de outubro de 2016 pelo Campeonato Ucraniano. Ele foi o principal goleiro do Dnipro para o resto da temporada, jogando em um total de 25 partidas pelo clube, em todas as competições em que o clube participou. No entanto, no final da temporada, devido a irregularidades financeiras, o Dnipro foi rebaixado diretamente para a Segunda Divisão Ucraniana (terceiro nível de futebol) e muitos jogadores, incluindo Lunin, tiveram a liberdade de deixar o clube.

### Real Madrid
No dia 19 de junho de 2018, o Real Madrid chegou a um acordo com o Zorya Luhansk pelo valor de 8,5 milhões de euros. Posteriormente, no dia 22 de junho de 2018, Lunin assinou um contrato de seis anos com o clube espanhol.

### Leganés
Em 27 de agosto, Lunin foi emprestado para o Leganés. Ele fez sua estreia em 30 de outubro em uma partida em casa da Copa del Rey na fase de 1/16 contra o Rayo Vallecano, em um empate em 2-2. Ele jogou sua primeira partida na liga em 10 de novembro, substituindo o goleiro lesionado Ivan Cuéllar aos 84 minutos em um empate por 0-0 sobre o Girona.

### Valladolid
Em 8 de agosto de 2019, Lunin foi anunciado pelo Valladolid por empréstimo. O período do contrato foi de um ano.

### Real Oviedo
Em 15 de janeiro de 2020, Lunin foi anunciado pelo Oviedo até ao final da temporada.
Lunin deixou o Real Oviedo onde realizou 20 partidas na temporada.

### Retorno ao Real Madrid

#### 2020–21
Lunin fez 13 jogos e sofreu 11 gols na temporada 2020–21, quando permaneceu de vez no elenco merengue. Ele estreou na equipe principal do Real Madrid em uma derrota por 2 a 1 na prorrogação para o Alcoyano, em jogo válido pela Copa do Rei.

#### 2021–22
Lunin fez sua estreia na liga no clássico de Madri contra o Atlético de Madrid no dia 8 de maio de 2022, na derrota do Real por 1 a 0.

#### 2022–23
Em 5 de outubro de 2022, Lunin fez sua estreia na Liga dos Campeões da UEFA em uma vitória por 2 a 1 contra o Shakhtar Donetsk. Em 16 de outubro de 2022, ele se tornou o primeiro jogador ucraniano a participar do El Clásico contra o Barcelona, com o Real vencendo por 3 a 1.

### 2023-24
Em 14 de janeiro de 2023, Andriy Lunin defendeu o gol do Real Madrid na final da Supercopa da Espanha, após falha de Kepa Arrizabalaga na semifinal contra o Atletico de Madrid.

## Títulos
Real Madrid
- La Liga: 2021–22 e 2023–24
- Supercopa da Espanha: 2021–22 e 2023–24
- Liga dos Campeões da UEFA: 2021–22 e 2023–24
- Supercopa da UEFA: 2022 e 2024
- Copa do Mundo de Clubes da FIFA: 2022
- Copa do Rei: 2022–23
- Copa Intercontinental da FIFA: 2024

Seleção Ucraniana
- Copa do Mundo FIFA Sub-20: 2019

### Prêmios individuais
- Talento de Ouro da Ucrânia: 2017
- Luva de Ouro da Copa do Mundo FIFA Sub-20 de 2019[17]